# Trama penecaeca
Trama penecaeca är en insektsart. Trama penecaeca ingår i släktet Trama och familjen långrörsbladlöss. Inga underarter finns listade i Catalogue of Life.